# Alexander Edmondson
Pour les articles homonymes, voir Edmondson.
Alexander Edmondson, né le 22 décembre 1993 à Miri (Malaisie), est un coureur cycliste australien. Spécialiste de la poursuite, il est champion du monde de poursuite par équipes en 2013 et 2014 et champion du monde de poursuite individuelle en 2014. Il se consacre au cyclisme sur route à partir de 2017 et remporte le championnat d'Australie sur route en 2018. Sa sœur Annette est également cycliste.

## Biographie

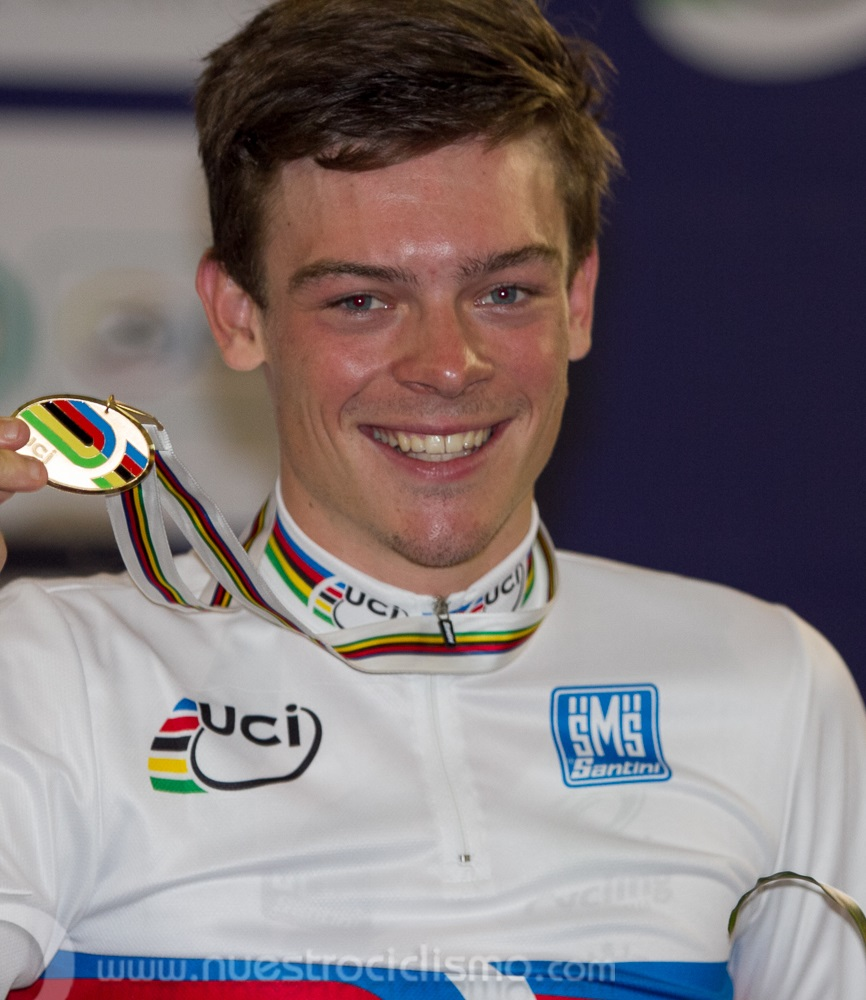
Alexander Edmondson sur le podium du championnat du monde de poursuite en 2014.

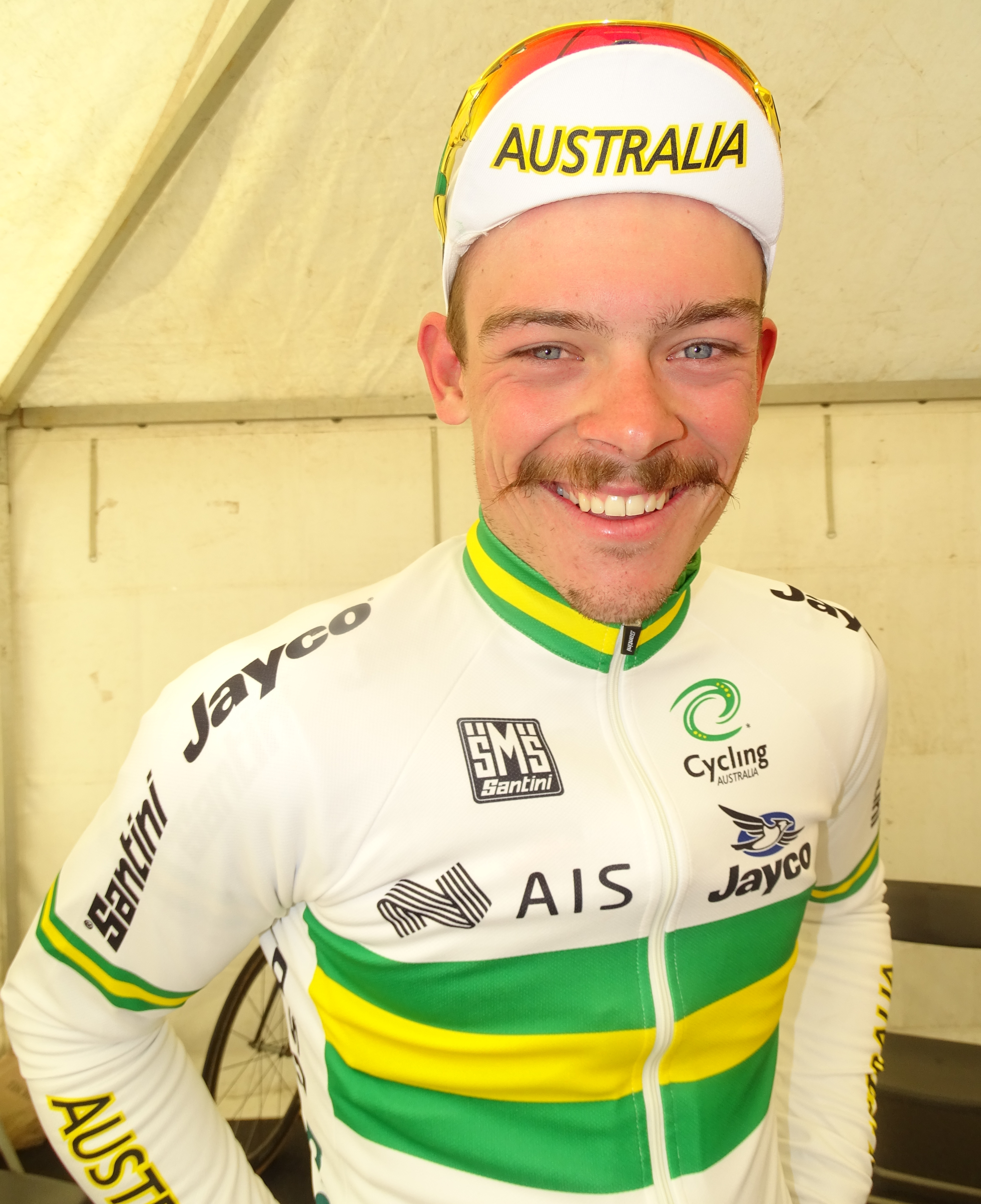
Alexander Edmondson lors de l'arrivée du Tour des Flandres espoirs 2015 à Audenarde qu'il remporte.

Alexander Edmondson naît le 22 décembre 1993 à Miri en Malaisie, mais est de nationalité australienne. Il a un frère et une sœur aînés. Ils grandissent en Malaisie, aux Pays-Bas, à Oman du fait de l'emploi de leurs parents au sein de la compagnie Shell,. Ils reviennent s'installer en Australie, à Victor Harbor, en 1998 puis vivent à Bridgewater. Alexander Edmondson commence le cyclisme à 11 ans, au Central District Cycling Club, dans le sillage sa sœur Annette de deux ans son aînée.
En 2011, il est champion du monde de poursuite par équipes juniors avec Jack Cummings, Alexander Morgan et Jackson Law, en battant le record du monde de la catégorie. Trois mois plus tard, il fait ses débuts en équipe d'Australie élite, à l'occasion de la manche de coupe du monde de Londres.
En 2012, il est sélectionné pour participer aux Jeux olympiques de Londres. Âgé de 18 ans, il est le plus jeune coureur de l'équipe d'Australie, et le deuxième coureur le plus jeune en équipe d'Australie olympique,. Avec Annette, ils sont les premiers frère et sœur sélectionnés en équipe d'Australie. Alexander ne prend cependant pas part aux compétitions et voit ses coéquipiers prendre la médaille d'argent de la poursuite par équipes, après une défaite en finale contre la Grande-Bretagne.
Il remporte un premier titre de champion du monde de poursuite par équipes en 2013, avec Alexander Morgan, Michael Hepburn et Glenn O'Shea. En 2014, avec Luke Davison, Mitchell Mulhern et Glenn O'Shea, il est à nouveau  champion du monde de poursuite par équipes. À ce titre, il ajoute celui de la poursuite individuelle. Aux Jeux du Commonwealth, il est médaillé d'or de la poursuite par équipes (avec Luke Davison, Glenn O'Shea et Jack Bobridge), établissant un record des Jeux du Commonwealth en 3 min 54 s 851 et médaillé d'argent de la poursuite individuelle
En 2015, il remporte le Tour des Flandres espoirs. En août, souffrant d'une inflammation au genou, il met un terme à sa saison.
Il entre en 2016 dans la WorldTeam Orica-GreenEDGE. Malgré son arrivée dans cette équipe professionnelle sur route, la poursuite par équipe des Jeux olympiques est son principal rendez-vous de l'année. Il ne dispute ainsi que 36 jours de course sur route. En début d'année, il manque les championnats du monde sur piste pour faire ses débuts sur les routes européennes avec sa nouvelle équipe, au Circuit Het Nieuwsblad. Contrairement aux Jeux de Londres, il dispute cette fois le tournoi de poursuite par équipes. Le résultat pour l'équipe d'Australie est le même qu'en 2012 : une médaille d'argent, après une défait contre les Britanniques en finale. En fin de saison, il dispute le championnat du monde du contre-la-montre par équipes, à Doha, et y obtient la médaille de bronze avec ses coéquipiers d'Orica.
En 2017, il décide de se consacrer entièrement à la route, laissant la piste de côté. Il fait des débuts prometteurs au Tour des Flandres (25e), puis s'illustre au Tour de Romandie avec une troisième place au prologue, son premier podium sur une course du World Tour, et deux quatrièmes places d'étapes. Il dispute ensuite le Tour d'Italie, son premier grand tour, qu'il quitte après seize étapes.
Il commence sa saison 2018 en remportant le championnat d'Australie sur route. Échappé en suivant l'attaque de Chris Harper à 30 km de l'arrivée, il s'impose de peu au sprint devant le groupe des favoris.
En 2019, il termine troisième de la Down Under Classic. Plus tard dans la saison, il gagne le contre-la-montre par équipes de Tirreno-Adriatico. En 2021, il se classe deuxième au sprint de la dernière étape du Tour de Slovénie, battu par Phil Bauhaus. L'année suivante, il est cinquième du Tour d'Estonie. 
En 2023, il signe pour trois ans avec le Team DSM.

## Palmarès sur piste

### Jeux olympiques
- Rio 2016
  -  Médaillé d'argent de la poursuite par équipes

### Championnats du monde
- Minsk 2013
  -  Champion du monde de poursuite par équipes (avec Alexander Morgan, Michael Hepburn et Glenn O'Shea)
  - 11e de la course aux points
  - 15e de l'américaine
- Cali 2014
  -  Champion du monde de poursuite par équipes (avec Luke Davison, Mitchell Mulhern et Glenn O'Shea)
  -  Champion du monde de poursuite individuelle
  - 14e de l'américaine
- Saint-Quentin-en-Yvelines 2015
  -  Médaillé de bronze de la poursuite par équipes
  - 8e de la poursuite individuelle

### Championnats du monde juniors
- Moscou 2011
  -  Champion du monde de poursuite par équipes juniors (avec Jack Cummings, Alexander Morgan et Jackson Law)

### Coupe du monde
- 2011-2012
  - 1er de la poursuite par équipes à Londres
  - 1er de l'américaine à Astana
  - 2e de la poursuite par équipes à Astana
  - 2e de la poursuite par équipes à Pékin
- 2013-2014
  - 1er de la poursuite par équipes à Aguascalientes (avec Luke Davison, Mitchell Mulhern et Alexander Morgan)
  - 2e de la poursuite par équipes à Manchester
- 2015-2016 
  - 1er de la poursuite par équipes à Cambridge (avec Michael Hepburn, Luke Davison et Jack Bobridge)

### Jeux du Commonwealth
- Glasgow 2014
  -  Médaillé d'or de la poursuite par équipes (avec Luke Davison, Glenn O'Shea et Jack Bobridge)
  -  Médaillé d'argent de la poursuite individuelle

### Championnats d'Océanie
- Adélaïde 2010
  -  Champion d'Océanie de la poursuite individuelle juniors
  -  Médaillé d'argent de l'omnium juniors
  -  Médaillé de bronze de l'américaine
- Invercargill 2011
  -  Champion d'Océanie de la poursuite individuelle juniors
  -  Champion d'Océanie de la poursuite par équipes juniors (avec Alexander Morgan, Evan Hull et Mitchell Benson)

### Championnats d'Australie
- 2011
  -  Champion d'Australie de poursuite par équipes (avec Damien Howson, Rohan Dennis et Glenn O'Shea)
- 2012
  -  Champion d'Australie de poursuite par équipes (avec Rohan Dennis, Jack Bobridge et Glenn O'Shea)
- 2013
  -  Champion d'Australie de la course aux points
  -  Champion d'Australie de poursuite par équipes (avec Luke Davison, Glenn O'Shea et Miles Scotson)
- 2014
  -  Champion d'Australie de poursuite individuelle
  -  Champion d'Australie de l'omnium
  -  Champion d'Australie de l'américaine (avec Luke Davison)
  -  Champion d'Australie de poursuite par équipes (avec Jack Bobridge, Luke Davison et Glenn O'Shea)
- 2015
  -  Champion d'Australie de poursuite par équipes (avec Alexander Porter, Callum Scotson et Miles Scotson)
- 2016
  -  Champion d'Australie de poursuite par équipes (avec Alexander Porter, Callum Scotson et Miles Scotson)
  -  Champion d'Australie de la course aux points
  -  Champion d'Australie du scratch

## Palmarès et classements sur route

### Palmarès
- 2012[1]
  - John Venturi Memorial
- 2013
  - 3e et 8e étapes du Tour du Gippsland
  - 9e étape du Tour of the Great South Coast
  - 6e et 7e étapes du Tour of the Murray River
  - 2e étape du Tour de Tasmanie
  - 2e du Tour of the Great South Coast
  - 2e du Tour of the Murray River
  - 3e du Tour du Gippsland

- 2014
  - 6e étape du Tour du Gippsland

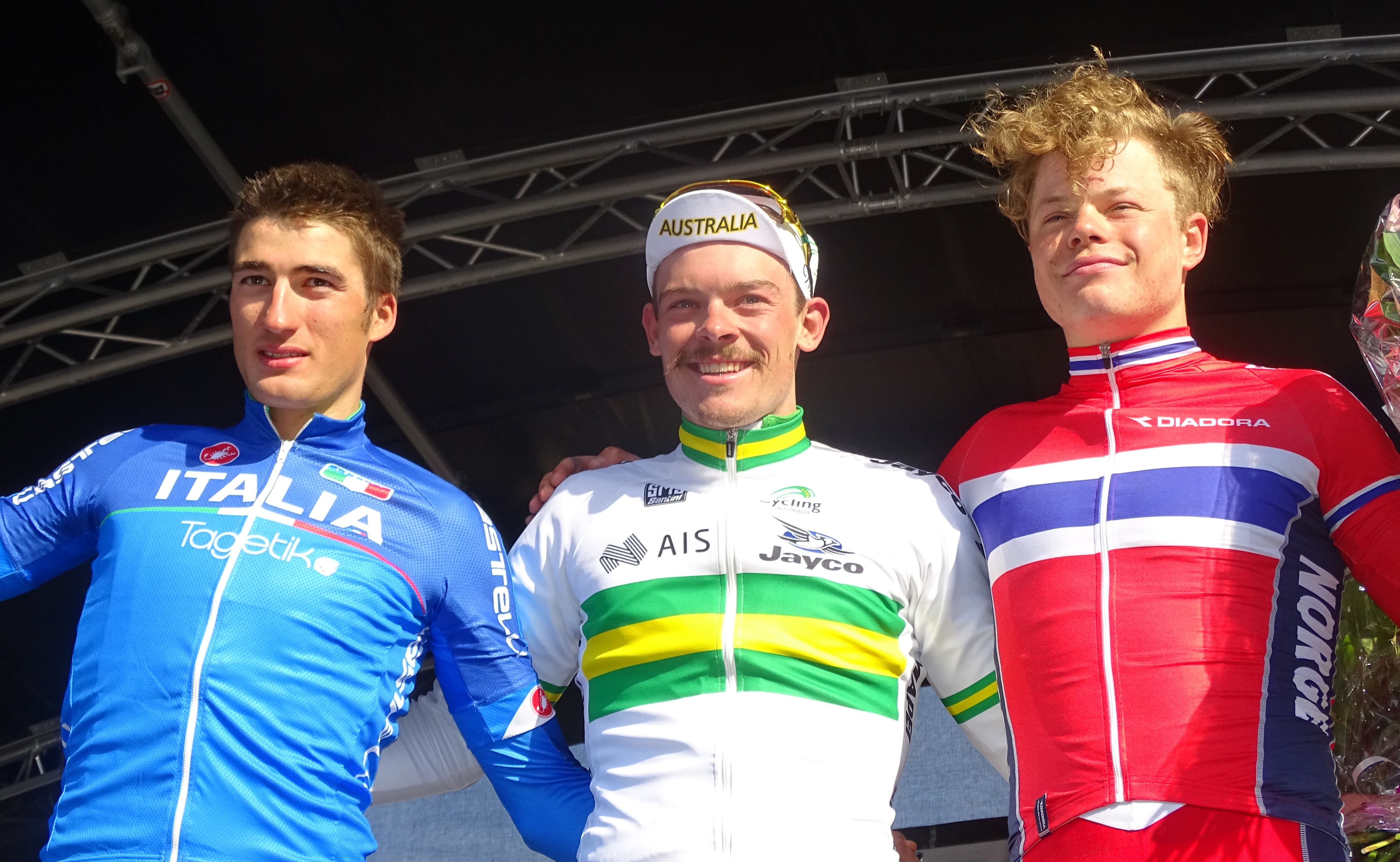
Podium de l'édition 2015 du Tour des Flandres espoirs : Gianni Moscon (2e), Alexander Edmondson (1er) et Truls Engen Korsæth (3e).

  - 2e de la Melbourne to Warrnambool Classic
- 2015
  - Trophée Antonietto Rancilio
  - Tour des Flandres espoirs
  - Noosa Criterium
  - 2e du championnat d'Australie sur route espoirs
  - 2e de la Melbourne to Warrnambool Classic
- 2016
  - 2e d'À travers les Ardennes flamandes
  - 3e du Paris-Arras Tour
  -  Médaillé de bronze au championnat du monde du contre-la-montre par équipes
- 2018
  -  Champion d'Australie sur route
- 2019
  - 1re étape de Tirreno-Adriatico (contre-la-montre par équipes)
- 2024
  - 1re étape du Tour du Danemark (contre-la-montre par équipes)

### Résultats sur les grands tours

#### Tour de France
1 participation
- 2023 : 146e

#### Tour d'Italie
2 participations
- 2017 : non-partant (16e étape)
- 2025 : 148e

#### Tour d'Espagne
2 participations
- 2018 : 155e
- 2020 : 135e

### Classements mondiaux
| Année                                 | 2012 | 2013 | 2014 | 2015 | 2016 | 2017  | 2018 | 2019  | 2020  | 2021  | 2022 | 2023 |
| ------------------------------------- | ---- | ---- | ---- | ---- | ---- | ----- | ---- | ----- | ----- | ----- | ---- | ---- |
| UCI World Tour                        |      |      |      |      | nc   | 285e  | 397e |       |       |       |      |      |
| Classement mondial                    |      |      |      |      | 896e | 1057e | 718e | 1281e | 1444e | 1819e | 758e | 591e |
| UCI Europe Tour                       | nc   | nc   | nc   | 385e | 575e | 1170e | nc   |       |       |       |      |      |
| UCI Asia Tour                         | 243e | nc   | nc   | nc   | nc   | nc    | nc   |       |       |       |      |      |
| UCI Oceania Tour                      | nc   | nc   | nc   | nc   | nc   | nc    | 10e  | 67e   | 76e   | 61e   | 48e  | 40e  |
|                                       |      |      |      |      |      |       |      |       |       |       |      |      |
| Légende : nc = non classéSource : UCI |      |      |      |      |      |       |      |       |       |       |      |      |